# مدرسة بئر الأحجار
مدرسة بئر الأحجار هي إحدى مدارس مدينة تونس العتيقة، وقد أنشئت خلال العهد الحسيني، بأمر من الحاكم علي باشا، وهي من المعالم التاريخية المرسمة بأمر مؤرخ في 25 جانفي 1922، وقد تحولت إلى فضاء للعروض الفنية والثقافية.

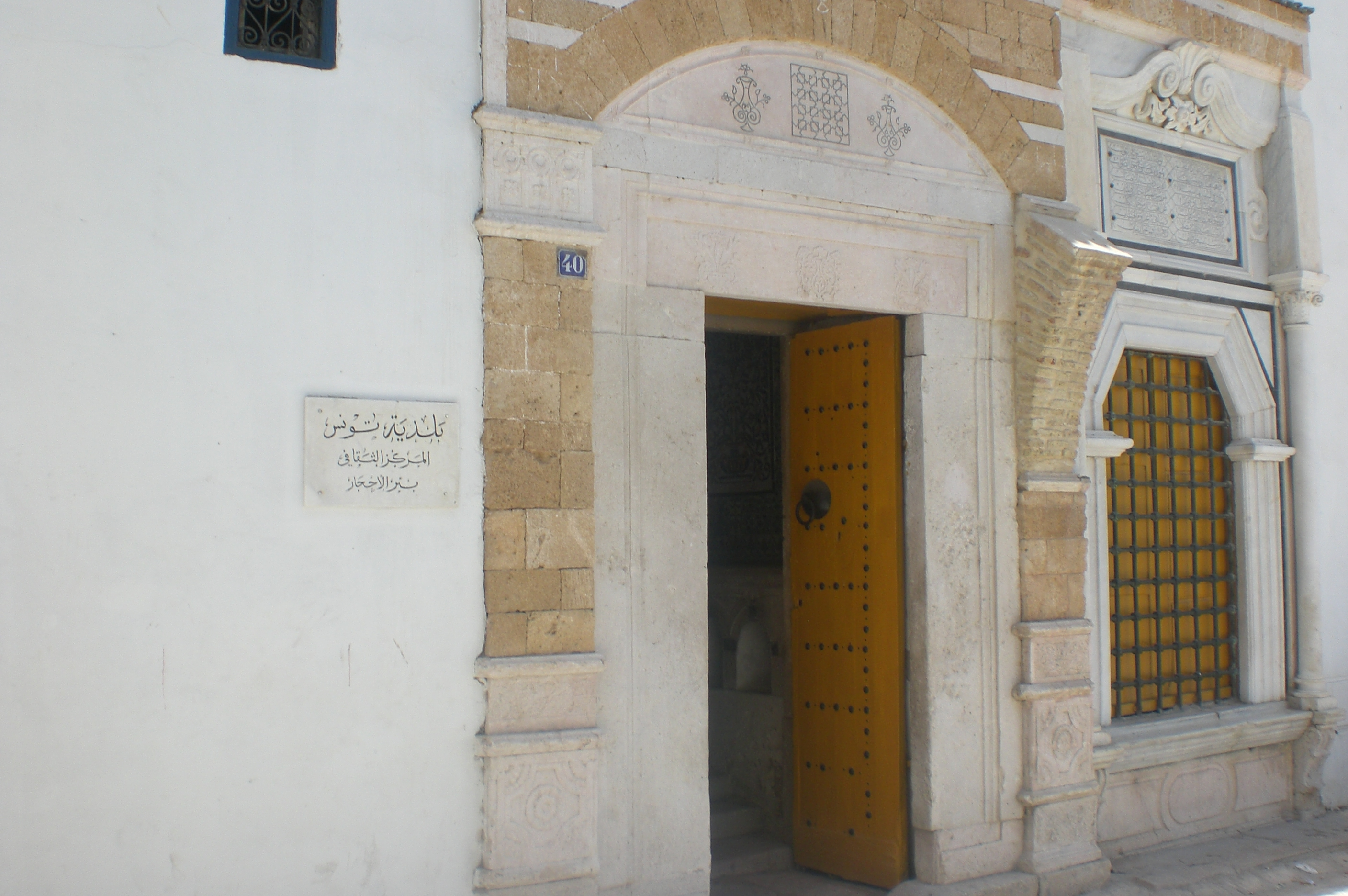
مدخل مدرسة بئر الأحجار

## عنوانها
تقع مدرسة بئر الأحجار بنهج الباشا عدد 40، وهو أحد أهم أنهج المدينة العتيقة.

## تأسيسها
اهتم علي باشا (1735/1756) بتأسيس عدد من مدارس العلم، فأنشأ خلال السنوات الأخيرة من عهده المدرسة الباشية عام 1752 ثم المدرسة العاشورية عام 1756 وفي نفس العام أمر بإنشاء مدرسة بئر الأحجار، غير أن بناءها تم في عام 1171هـ/1757 أي بعد تنحيته عن سدة الحكم. وقد خصصت هذه المدرسة التي بها 16 غرفة لتعليم وإيواء الطلبة القادمين من داخل البلاد من أتباع المذهب المالكي، في محاولة منه لكسب الرأي العام الشعبي.

## وصفها

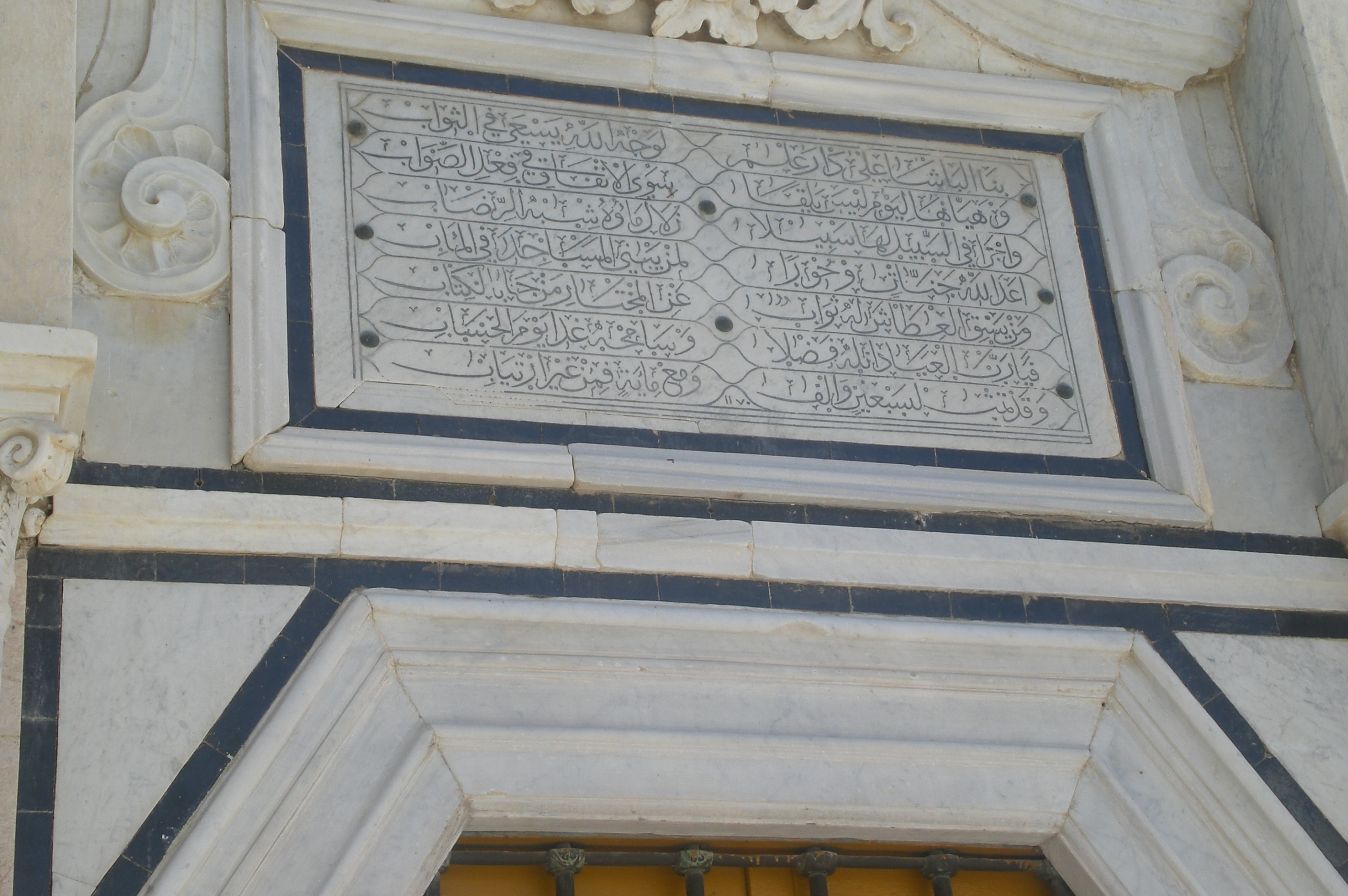
نقيشة بأعلى مدخل مدرسة بئر الأحجار

تعلو نقشة تأسيس مدرسة بئر الأحجار السبيل المتواجد على يمين الباب الخارجي، وجاء فيها هذا الشعر:
بنا الباشا علي دار علم                         لوجه الله يسعى في الثواب
و هيأها ليوم ليس يلقى                       سوى الإنفاق في فعل الصواب
وأجرى في السبيل لها سبيلا                زلال ماؤه شبه الرضاب
أعد الله جنات و حورا                             لمن يبني المساجد في المئاب
ومن يسقي العطاشى له ثواب             عن المختار، من جاء بالكتاب
فيا رب العباد أنله فضلا                         وسامحه غدا، يوم الحساب
و قد تمت لسبعين و ألف                     ومع مائة، فمن غير ارتياب
سنة 1170 (1756 ميلادي)

## أوقافها
بلغ عدد الأوقاف التي خصصت لهذه المدرسة 25 عقارا، توزع كما يلي:
- 5 فنادق أو ما يسمى بوكالة
- مخزن
- 3 دكاكين
- 1 دور للسكنى
- 16 قطعة فلاحية
- مصنع للآجر [4]..

## تاريخها
من بين من أدار مدرسة بئر الأحجار الشيخ علي السقاط واستمرت إدارته إلى عام 1861 ثم تولاها الشيخ الطاهر النيفر وانتقلت منه إلى سميه وابن عمه الطاهر النيفر إلى عام 1302/1885. وفي هذه السنة تحولت مدرسة بئر الأحجار إلى مدرسة تكوين مؤدبين واستمرت تقوم بهذا الدور لما يزيد عن عشر سنوات إذ انتقل تكوين المؤدبين إلى المدرسة العصفورية عام 1897. وفي نفس الوقت تحولت مدرسة الأحجار إلى مركز للتكوين المهني تحت إشراف إدارة التعليم العمومي واستمرت في القيام بهذا الدور طيلة عهد الحماية الفرنسية ثم بعد الاستقلال إلى سبعينات القرن العشرين، ثم أصبحت مقرا لنادي الترجي الرياضي التونسي. أما حاليا فهي مقر للجنة الثقافية لمدينة تونس وبجزء منها تنشط إدارة مهرجان المدينة.

## من تلاميذها

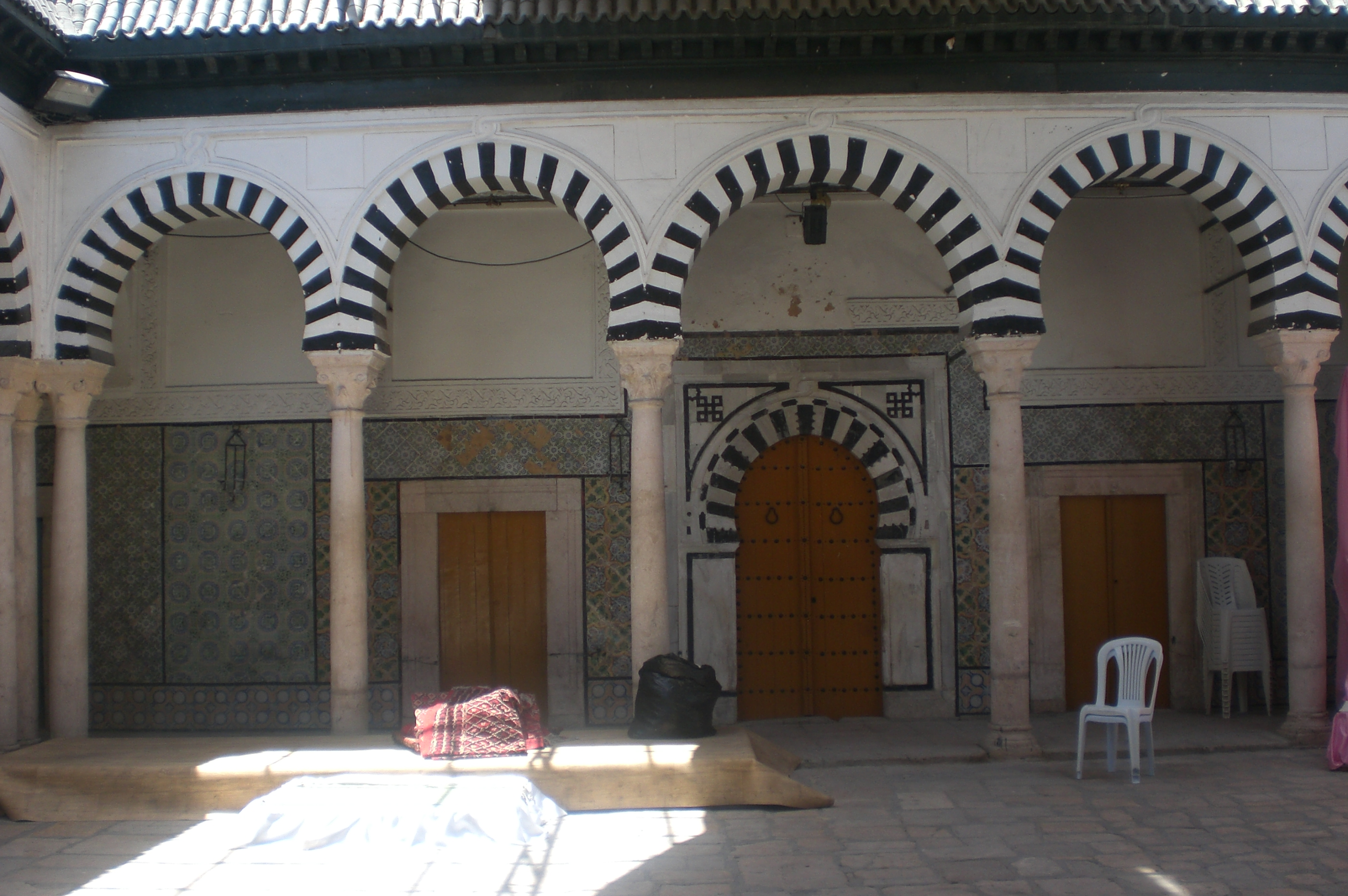
مدرسة بئر الأحجار من الداخل

من أبرز التلاميذ الذين درسوا بمدرسة بئر الأحجار أحد أهم أعلام القرن التاسع عشر التونسيين الا وهو سيدي إبراهيم الرياحي الذي قدم إلى مدينة تونس من بلدة تستور في بداية ذلك القرن، ودرس بمدرسة حوانت عاشور أولا ثم انتقل منها إلى مدرسة بئر الأحجار.

## معرض صور

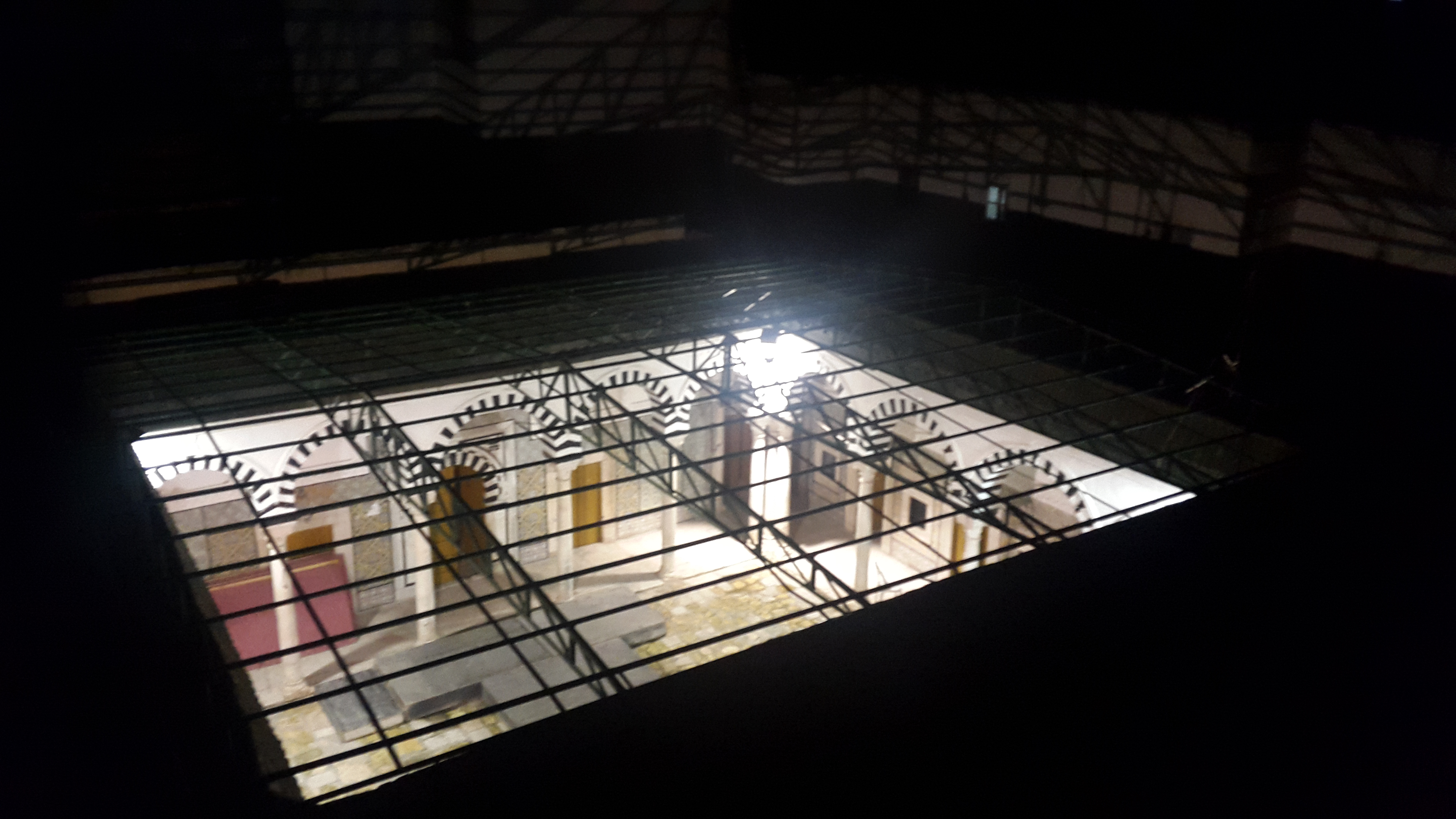
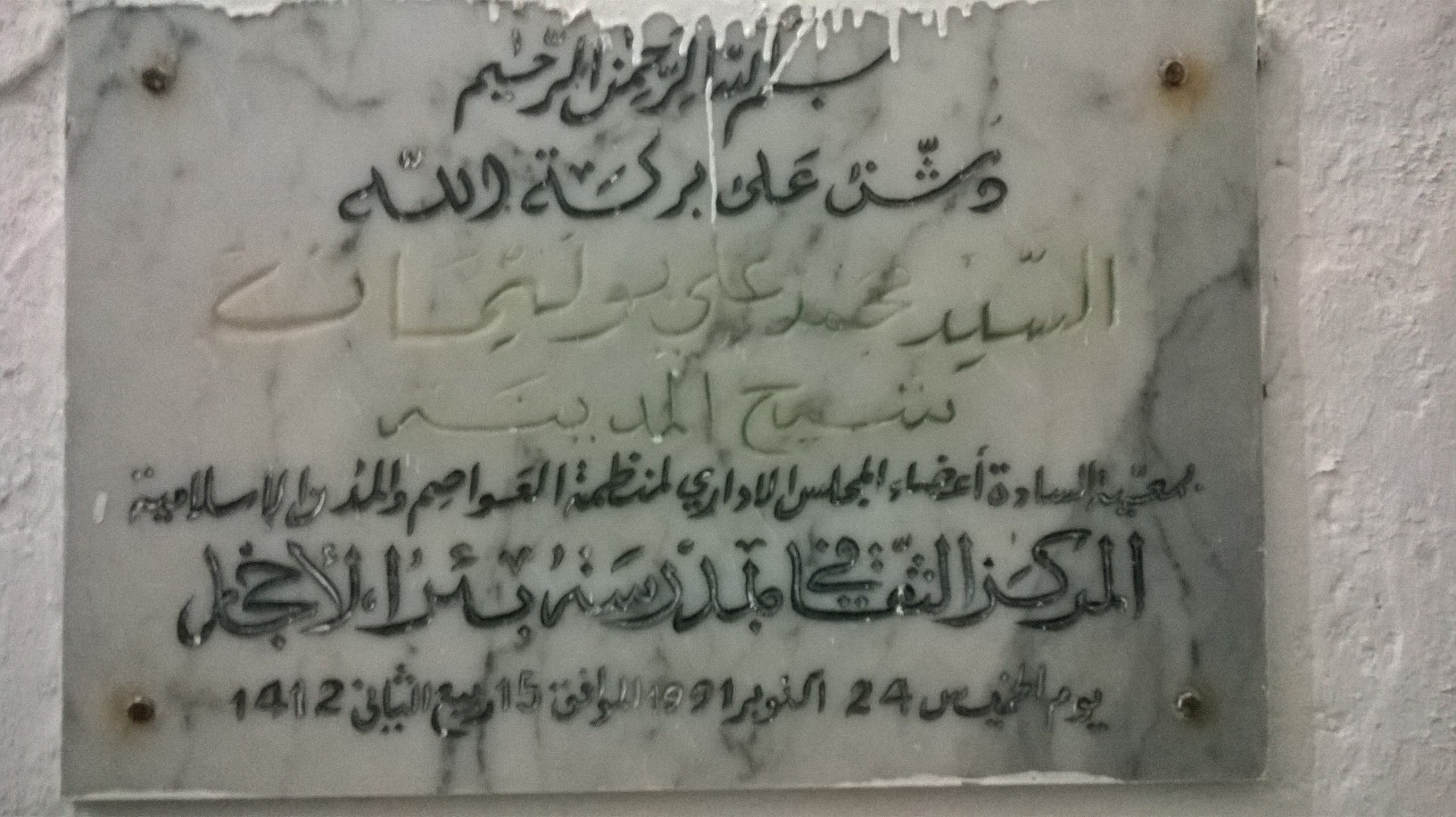
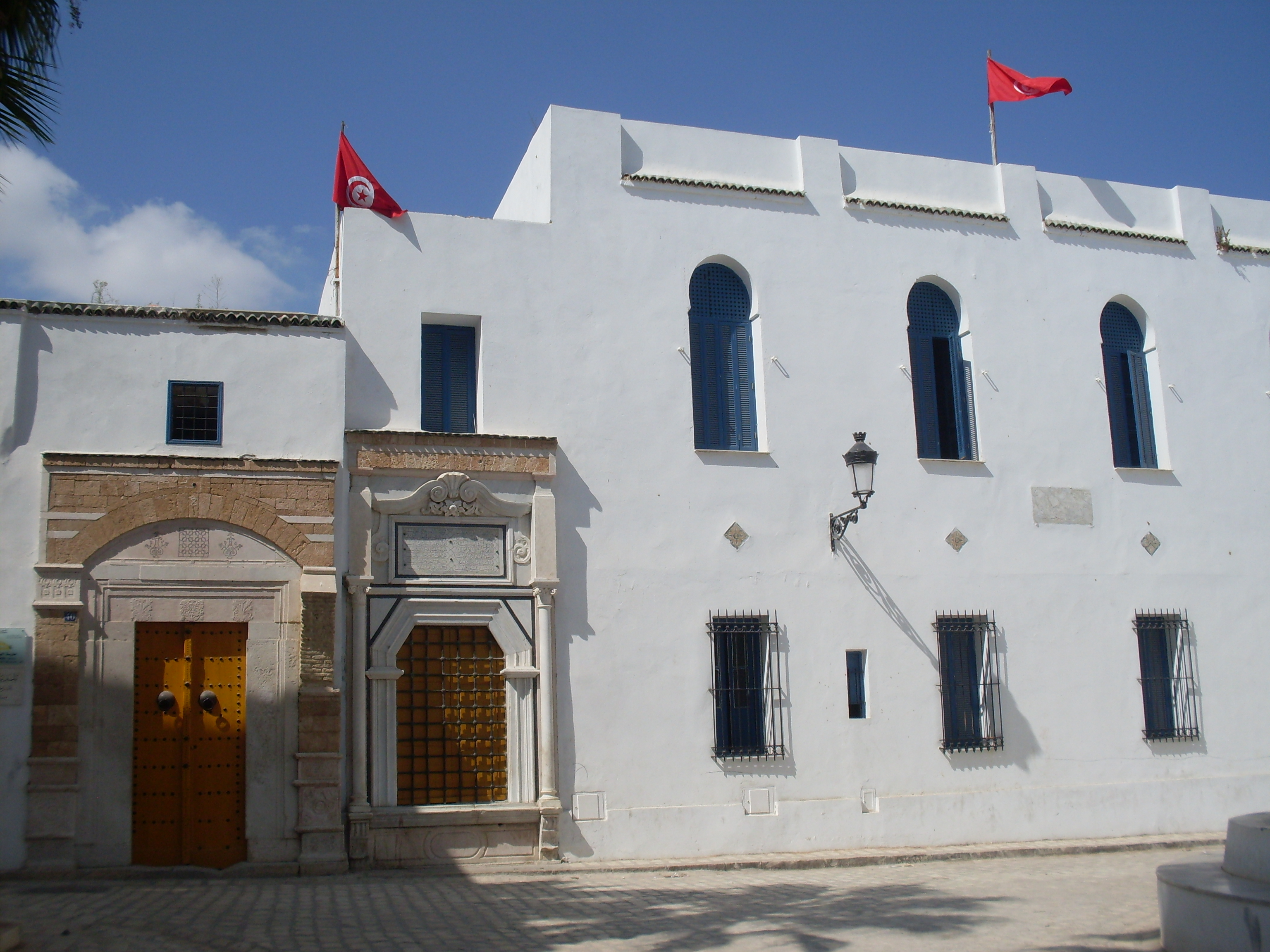
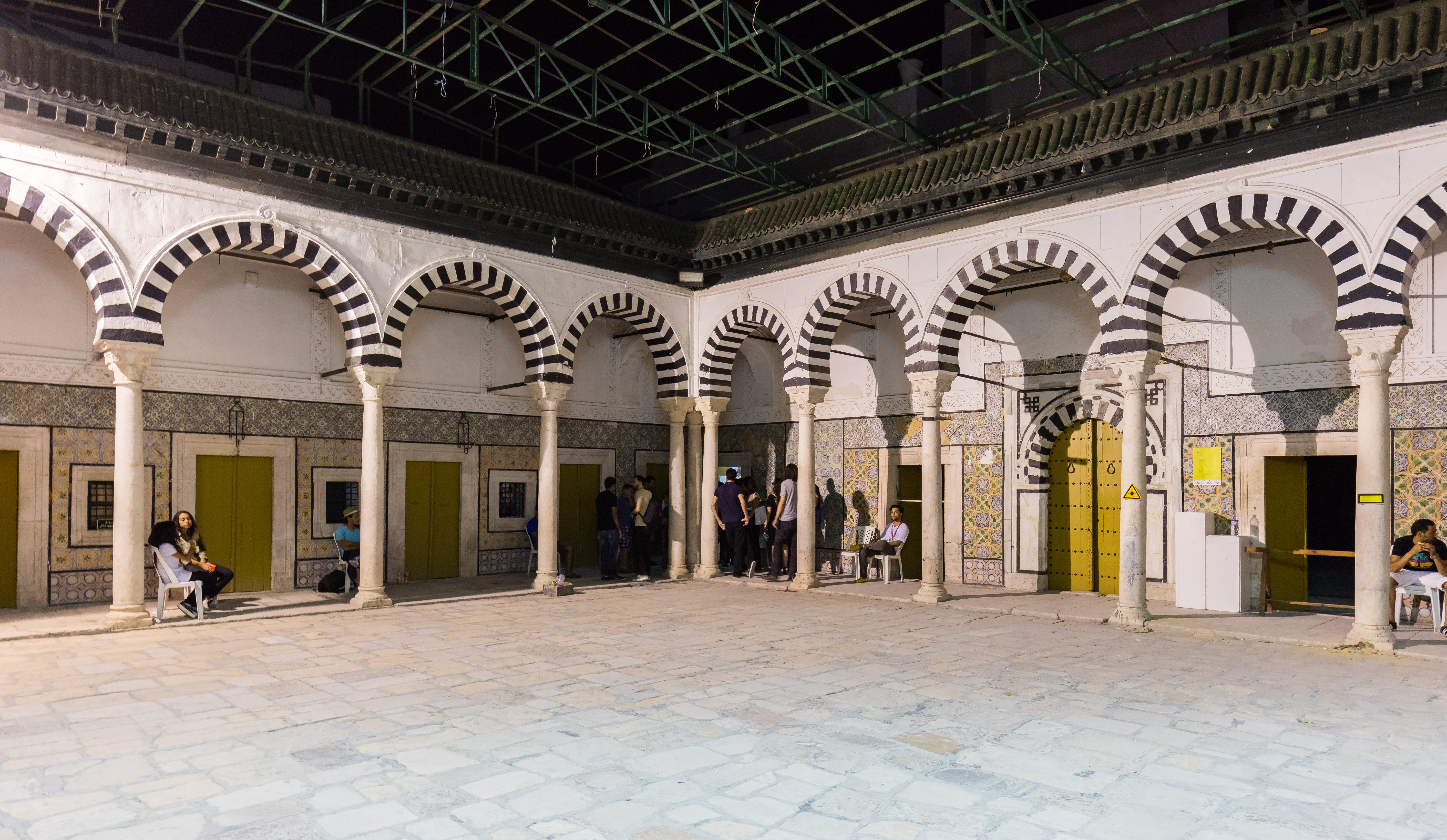
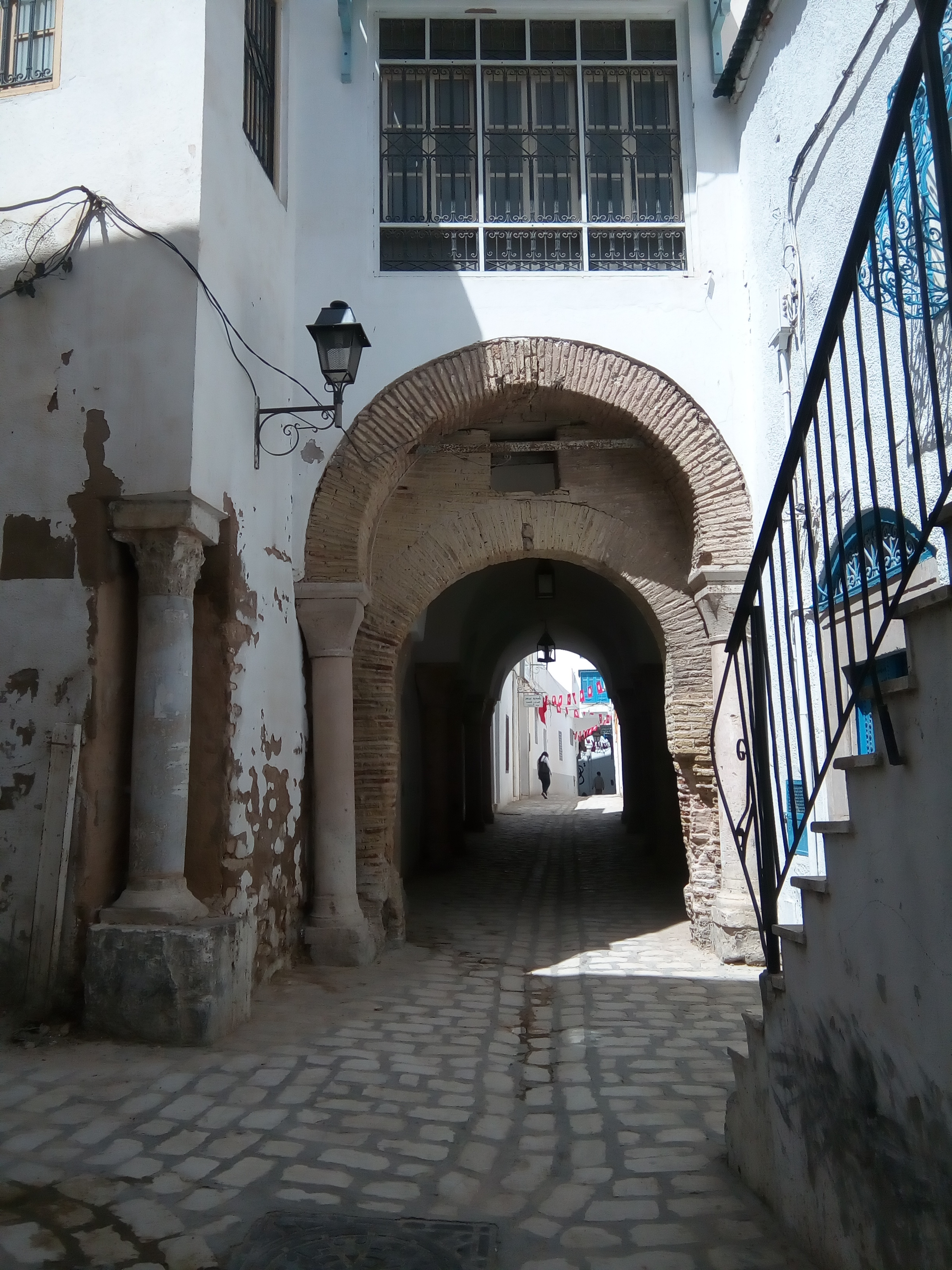
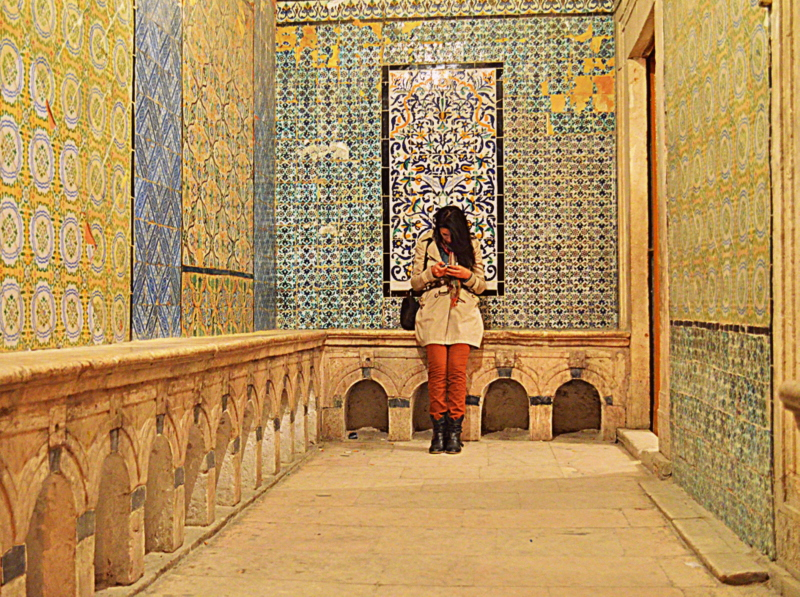

## وصلة خارجية
- مدرسة بئر الأحجار (عربية)
- مدرسة بئر الأحجار (فرنسية) نسخة محفوظة 27 مايو 2020 على موقع واي باك مشين.